# Marie-Joëlle Zahar
Pour les articles homonymes, voir Zahar.
 (août 2020).
Marie-Joëlle Zahar PhD, est une politologue canadienne d'origine libanaise, professeur titulaire au département de science politique de l'Université de Montréal. 

Spécialisée dans le champ de la sécurité internationale, elle est experte de la violence intraétatique dans la région du Moyen-Orient. Elle est senior fellow non-résidente à l'International Peace Institute (en) et chercheuse au Centre d'études et de recherches internationales de l'Université de Montréal (CÉRIUM), où elle dirige le Réseau francophone de recherche sur les opérations de paix (ROP). Elle a également travaillé comme consultante auprès de divers think tanks, du Gouvernement du Canada et des Nations unies.